# Kaspar Zehnder
Kaspar Zehnder (Riggisberg, 27. kolovoza 1970.) švicarski je dirigent i flautist. Studirao je klasične jezike (latinski, starogrčki) u Bernu i glazbene umjetnosti na Bernskoj umjetničkoj akademiji. Među važnijim profesorima na akademiji, koji su kasnije ostavili i utjecaj na njega, ističu se Heidi Indermühle (flauta), Ewald Körner (dirigiranje), Agathe Rytz-Jaggi (glasovir), Peter Streiff i Arthur Furer (glazbena teorija). Na akademiji je pohađao i dodatne sate dirigentskog usavršavanja kod austrijskih i njemačkih dirigenta Ralfa Weikerta, Wernera-Andreasa Alberta i Horsta Steina. Studirao je i komornu glazbu te bio član Mozartove europske akademije, gdje mu je mentor bio švicarski flautist Aurèle Nicolet.
Svoj prvi dirigentski angažman ostvario je u švicarskim orkestrima Kammerorchester Neufeld Bern i Burgdorfer Kammerorchester. Od 1997. do 2006. bio je stalni profesor i dirigent Orkestra Bernske umjetničke akademije (Hochschule der Künste Bern), gdje je prakticirao suvremenu glazbu.
Bio je šef dirigent Praške filharmonije od 2005. do 2008. Trenutačno je umjetnički voditelj Murtenskog festivala klasične glazbe i Centra Paul Klee u Bernu, gdje je dirigent Ansambla "Paul Klee".

## Vanjske poveznice
- (njem.) (engl.) Kaspar Zehnder - službene stranice

| Prethodnik:                     | Umjetnički voditelji (šefovi dirigenti) Praške filharmonije Kaspar Zehnder (2005. – 2008.) | Nasljednik:                 |
| Jiří Bělohlávek (1994. – 2005.) | Umjetnički voditelji (šefovi dirigenti) Praške filharmonije Kaspar Zehnder (2005. – 2008.) | Jakub Hrůša (2008. – 2015.) |